# Lochan Dubh (Loch Awe)
Lochan Dubh (schottisch-gälisch: „Kleiner Schwarzer See“) ist ein Süßwassersee in der historischen Region Lorne der schottischen Council Area Argyll and Bute. Der See ist nicht zu verwechseln mit dem nahegelegenen Dubh Loch.

## Beschreibung
Der See liegt im Osten der dünn besiedelten Region Lorne etwa acht Kilometer nordnordwestlich von Inveraray. Seine felsige Umgebung mit dem 589 Meter hohen Cruach Mhòr 1,5 Kilometer südlich ist weitgehend unbesiedelt. Lochan Dubh ist nicht durch Straßen erschlossen. Die nächstgelegenen Straßen sind die rund zwei Kilometer östlich verlaufende A819 sowie die entlang des Südufers von Loch Awe verlaufende B840 rund fünf Kilometer westlich.
Der See liegt auf einer Höhe von 498 Metern über dem Meeresspiegel. Der Lochan Dubh weist eine maximale Länge von 0,71 Kilometern bei einer maximalen Breite von 0,13 Kilometern auf, woraus sich eine Fläche von sechs Hektar und ein Umfang von zwei Kilometern ergeben. Der im Mittel 6,6 Meter tiefe See besitzt ein Volumen von 417.444 Kubikmetern. Sein Einzugsgebiet erstreckt sich im Wesentlichen nach Nordwesten und umfasst 40 Hektar. Hiervon ist etwa 65 % Grasland, während Grundwasser 17 % des Zuflusses zu Lochan Dubh ausmacht. Der See besitzt keine benannten Zuflüsse. Sein einziger Abfluss am Südwestufer ist ebenfalls unbenannt. Er mündet 6,5 Kilometer westlich in den Loch Awe, der über den Awe in den Loch Etive entwässert.